# Шадрино (Городецкий район)
Ша́дрино — деревня в Городецком районе Нижегородской области. Входит в состав Бриляковского сельсовета.
В деревне расположено отделение Почты России (индекс 606527).